# 파운드 (질량)
파운드(pound)는 야드파운드법과 미국 단위계의 질량 단위이다. 1 파운드는 453.59237 그램이고 16 온스이다. 1 미국 톤의 1/2,000이고 1 영국 톤의 1/2,240이다. 기호는 라틴어 리브라(libra)의 약자인 lb를 사용하고 화폐인 파운드 스털링과 구분하기 위해 lbm으로 표기하기도 한다. 미국에서는 종종 #로 표기하기도 하고 바를 추가한 ℔도 쓰인다. 약재를 다루는 약용 형량법에서는 ″̶가 쓰이기도 한다.
파운드의 기원은 고대 로마 도량형의 무게 단위인 리브라까지 거슬러 올라간다. 영어의 파운드는 독일어 푼트(Pfund), 네덜란드어 폰드(pond), 스웨덴어의 푼트(pund) 등과 동계어 관계에 있다. 영미권을 제외한 유럽에선 미터법이 도입되어 파운드는 더 이상 공식적인 측정 단위로 쓰이지 않지만, 일상 생활에서 마치 대한민국에서 600 g을 어림잡아 한 근으로 다루는 것처럼, 유럽에서는 500 g을 어림잡아 1 파운드로 다루어 사용한다.
파운드는 전통적으로 질량과 무게 모두에 사용된 단위지만, 근대 물리학이 둘의 차이를 명확히 하면서 파운드 역시 무게를 나타내는 파운드힘 단위가 분리되었다.

## 어원
파운드는 게르만어군에서 그저 "무게"를 뜻하는 말이었다. 이것이 고대 로마의 무게 단위인 리브라를 가리키는 말이 되면서 무게 단위로서 자리잡게 되었다. 원래 균형을 의미하였던 라틴어 리브라는 저울의 수평을 맞춘다는 의미에서 무게 단위로 도입되었는데 고대 로마의 1 리브라는 오늘날 1 파운드보다 가벼워서 0.725 파운드에 해당하였다.

## 현행 기준
1 파운드의 양은 시간과 장소에 따라 조금씩 다르게 정의되어 왔다. 현재 사용되는 양은 야드파운드법과 미국 단위계의 통일을 위해 미국과 영연방 국가들이 1959년 협의한 기준에 따른 것이다. 이 기준은 0.45359237 Kg을 1 파운드로 정의하였다. 영국은 1963년 법률을 통해 미터법과 야드파운드법 모두를 공식적 측정 단위로 인정하면서 파운드에 대한 1959년 협정 정의를 공식 확정하였다.
영국 내에서 사용되는 측정 단위로서 길이는 야드와 미터를 그리고 질량은 킬로그램과 파운드를 사용하며
 (a) 1 야드는 정확히 0.9144 미터이어야 한다. 
 (b) 1 파운드는 정확히 0.45359237 킬로그램이어야 한다.— 1963년 영국 도량형법 제1장의 1

약용 형량법에서 1 파운드는 16 온스이고 정확히 7,000 그레인으로 정의된다.  1 그레인은 64.79891 밀리그램이기 때문에 이 경우 1 파운드는 표준 파운드의 미터법 환산량인 0.45359237 킬로그램과 같다.
2007년 유럽 연합은 역내에서 미터법 표기만을 사용하기로 결정하였지만, 영국에서는 킬로그램과 파운드를 병기하는 것이 일반적이다.
국제단위계의 표준인 미터법은 2011년 그 동안 킬로그램 원기를 기준으로 하였던 기존의 질량 단위에 대한 정의룰 플랑크 상수와 에너지 단위인 줄을 사용하여 재정의하여 더 이상 표준 원기가 필요하지 않지만 야드파운드법의 질량 표준은 여전히 스톤 원기를 기준으로 한다. 1 스톤은 14 파운드이다. 따라서 영국에서 무게를 셈할 땐 158 파운드라는 표기 보다 11 스톤 4 파운드라는 표기가 선호된다. 반면에 미국에서는 그냥 158 파운드로 표기한다. 물론 영미권을 벗어나면 미터법에 따른 "72 킬로그램"이 일반적으로 쓰인다.
미국의 공식 도량형은 여전히 야드파운드법이고 상거래에서도 킬로그램 보다는 파운드가 광범위하게 쓰인다. 캐나다의 경우 1970년대부터 꾸준히 미터법 도입을 위한 제도 정비와 교육을 하고 있지만 여전히 일상에서 파운드 단위가 쓰인다.

## 역사
파운드는 매우 오랜 역사를 갖는 측정 단위로 때와 장소에 따라 서로 다른 기준이 적용되었다. 전통적으로 파운드는 무게의 단위였지만, 현대물리학의 정립 과정에서 질량과 무게의 개념이 분리되어 정의됨에 따라 오늘날에는 질량의 단위로 쓰이고 무게의 단위로는 파운드힘이 쓰인다. 각종 관습적인 파운드의 양은 아래의 그림와 같다.

각종 파운드의 비교 위에서부터 타워, 트로이, 상용, 상형, 런던 파운드

### 고대 로마의 리브라

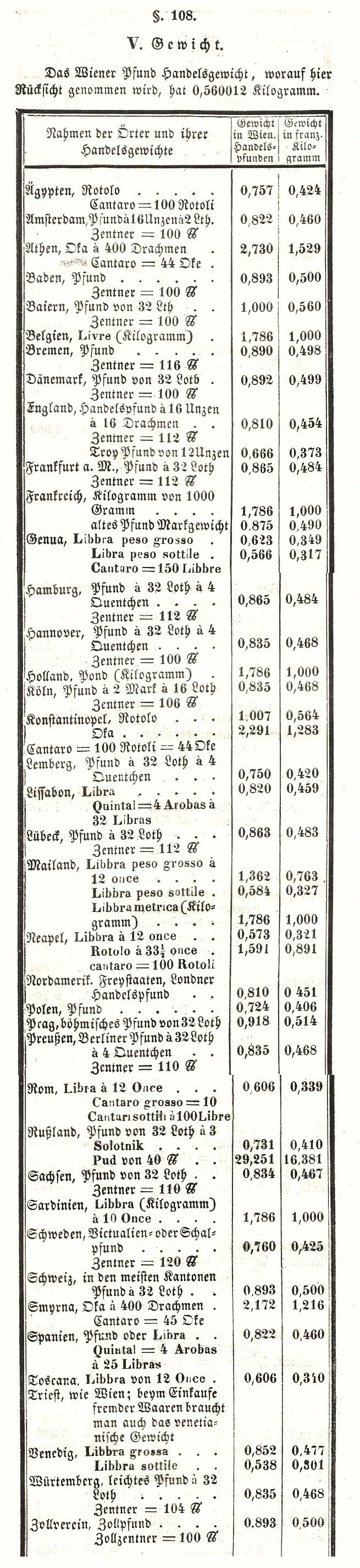
1848년 독일에서 발간된 교과서에 실린 각종 관습적 파운드의 비교표

고대 로마 도량형의 무게 단위는 리브라였다. 고대 로마의 존속 기간이 길었던 만큼 리브라 역시 역사적으로 다양한 변이가 있었지만, 기원전 268년 이후 대략 328.9 그램의 값으로 고정되었다. 1 리브라는 12 운키아(uncia)로 세분되었는데, 라틴어 운키아는 문자 그대로 12분의 1을 의미하는 단어였다. 리브라의 약어는 "lb"였고, 이 표기는 파운드의 약어로 이어졌다. 또한 운키아는 파운드를 세분한 단위 온스의 어원이 된다.

### 동로마의 리트라
동서 로마의 분열과 서로마 제국의 붕괴 이후에도 동로마 제국은 1453년까지 존속하였다. 동로마 제국의 무게 단위는 라틴어 리브라의 그리스어 변형인 리트라(그리스어: λίτρα)였고 콘스탄티누스 1세의 도량형 개혁 이후 1 리트라는 약 324 그램으로 사용되다가 후대에 이르러 319 그램으로 줄어들었다. 또한 이 경우에도 분야에 따른 변형이 있어서 올리브 기름을 잴 때에는 표준 리트라의 5분의 4인 256 그램을 1 리트라로 셈하였고, 은과 같은 귀금속엔 333 그램을 1 리트라로 정하였다.
1453년의 콘스탄티노폴리스의 함락 이후 동로마 제국이 멸망하면서 리트라 단위 역시 더 이상 쓰이지 않게 되었다.

### 유럽
서로마 제국의 붕괴 이후에도 옛 로마 속주 지역에서는 여전히 로마의 도량형이 사용되었다. 그러나 각 지역마다 기준이 되는 표준 용기를 다르게 사용하였기 때문에 1천년 간의 중세 시기를 거치면서 파운드의 양은 지역과 용도에 따라 다양한 기준이 적용되었다. 왼쪽의 비교표는 1848년 독일에서 발간된 교과서에 실린 것이다. 420 그램에서 500 그램까지 다양한 값이 사용되었음을 알 수 있다.
프랑스에서 파운드에 해당하는 무게 단위는 고대 로마의 리브라를 계승한 리브르(livre)였다. 9세기에서 14세기까지 1 리브르는 약 367.1 그램이었다. 그러다가 1350년 이후 파리 리브르가 기준이 되었고 이 값은 약 489.5 그램이었다. 파리 리브르는 18세기까지도 사용되었다. 프랑스 혁명 이후 도량형 개혁에 따라 미터법이 도입되면서 공식 도량형은 킬로그램이 되었고, 리브르는 일상 생활에서 관습적으로 사용하는 말이 되었다. 미터법 도입 이후 1 리브르는 500 그램을 가리키는 말로 사용되었다.
한편, 신성 로마 제국이 로마 제국 계승을 표방하면서 독일과 오스트리아 지역에서도 로마의 무게 단위 리브라가 푼트(Pfund)로 불리며 사용되었지만, 영국이나 프랑스와는 다른 기준이 적용되었다. 이 지역에서 1 푼트는 16온스로 계산되었고 시기마다 조금씩 다른 기준이 적용되었다. 1761년 합스부르크 왕가의 마리아 테레지아는 도량형을 개혁하여 약 560 그램의 표준 원기의 무게를 1 푼트로 정의하였다. 이후 1816년 프로이센은 공식 푼트의 값을 467.711 그램으로 정하였는데 이것이 미터법 도입까지 독일의 공식 파운드 기준이 되었다.
제정 러시아의 푼트(러시아어: Фунт)는 409.51718 그램이었고 노르웨이, 스웨덴, 덴마크 등에서는 425 그램 - 498 그램 사이의 크기인 스칸디나비아 파운드가 사용되었다.
프랑스에서 미터법의 도입된 이후 시간이 지남에 따라 유럽 대부분은 기존의 관습적 도량형을 폐기하고 미터법을 사용하였다. 현재 영국을 제외한 유럽의 모든 나라는 미터법 질량 단위인 킬로그램을 공식적으로 사용하며 파운드에 해당하는 각 언어들은 일상에서 관습적으로 500 그램을 뜻하는 단위가 되었다. 그러나 유럽의 상거래를 포함한 모든 표시는 킬로그램 만 인정한다.

### 영국
측정 단위로 여전히 파운드를 사용하는 곳은 야드파운드법을 공식 측정 단위로 채택하고 있는 영국과 영연방의 일부, 그리고 미국 단위계를 사용하는 미국 뿐이다. 야드파운드법과 미국 단위계의 파운드는 모두 영국의 파운드에서 기원하였다.
영국의 파운드 역시 오랜 세월을 거치며 서로 다른 양을 기준으로 하는 값들로 세분화되었다. 파워 파운드, 상용 파운드, 상형 파운드, 런던 파운드, 제국 파운드와 같은 것이 있다. 현재 표준 파운드는 제국 파운드이지만, 다른 파운드 역시 필요에 따라 여전히 사용된다.
타워 파운드는 영국의 왕실 조폐국이 런던탑에 있었던 것에서 유래한다. 런던탑의 조폐국은 자신들의 기준으로 1 파운드 무게의 은을 기준으로 화폐를 발행하였는데, 타워 파운드의 무게를 미터법으로 환산하면 약 350 그램이다. 이 때문에 영국의 화폐 단위 역시 파운드 스털링으로 불리게 되었다.
트로이 파운드는 귀금속의 무게를 측정하는 단위이다. 트로이라는 이름은 프랑스의 트루아에서 유래하였다. 최소 단위는 그레인(grain, 곡식 낱알)으로 미터법으로 환산하면 64.79891 밀리그램이다. 그레인의 어원은 문자 그대로 밀과 같은 곡식 한 톨의 무게이다.:95 24 그레인이 1 페니웨이트가 되고, 20 페니웨이트가 1 트로이 온스가 되며, 12 트로이 온스가 1 트로이 파운드가 된다. 즉, 1 트로이 파운드는 5,760 그레인으로 미터법으로 환산하면 373.2417216 그램이다. 트로이 무게 단위는 귀금속과 같이 정밀한 측정이 필요한 곳에만 사용되어 큰 값으로 셈하는 일은 거의 없기 때문에 오늘날엔 트로이 온스만이 단위로서 사용된다. 예를 들어 국제 금 시세의 표기는 트로이 온스를 기준으로 한다. 다만 대한민국은 전통적인 척관법의 1 돈을 3.75 그램으로 환산한 값을 기준으로 삼는다.
상용 파운드는 14세기 이후 영국의 상거래에 사용된 기준이다. 1 상용 파운드는 15 타워 온스 또는 6,750 그레인과 같은 양으로 미터법으로 환산하면 약 437.4 그램이 된다.
양용 형량법에 따른 양형 파운드는 1300년 무렵 양모의 무게를 재는 기준으로 사용되기 시작하다가 약재를 재는 기준으로 사용되었다. 애초에는 6,992 그레인이 기준 값이었지만, 엘리자베스 1세 시대에 7,000 그레인으로 기준이 바뀌었다.
런던 파운드는 런던의 길드들이 한자 동맹과 거래를 하면서 생겨난 단위이다. 이는 단지 상거래를 위해 임의로 채택된 기준이어서 단 한 번도 공식적 지위를 가진 적이 없다. 1 런던 파운드는 16 타워 온스를 기준으로 하였기 때문에 1파운드를 12 타워 온스로 세분하였던 타워 파운드에 비해 3분의 1이 더 많은 값이 된다.
파운드가 여러 분야에서 다양한 기준으로 사용되었기 때문에 종종 혼동이 일어나는 것을 막을 수 없었다. 영국은 1878년 도량형 법을 통해 표준 제국 파운드를 제정하였다. 당시 표준 파운드는 지름 1.15 인치, 높이 1.35 인치의 원기둥에 0.34 인치 백금 원기를 제작하여 기준을 삼았다. 1878년 표준 원기 기준 파운드는 1963년까지 사용되었으나 영국과 미국, 영연방의 원기에 무게 차이가 있어 이를 통일하는 과정에서 기존의 원기를 폐기하고 미터법의 킬로그램에 따라 정의한 값을 사용하게 되었다. 1963년 도량형 법은 1 파운드를 정확히 0.45359237 킬로그램으로 정의하였고 이 값이 오늘날에도 사용된다.
| 단위   | 파운드  | 파운드   | 파운드  | 파운드     | 파운드 | 파운드   | 파운드 | 파운드   | 파운드 | 파운드   | 파운드   | 온스      | 온스    | 온스    | 온스      | 온스   | 온스    | 그레인 | 그레인    | 미터법 | 미터법 |
| 단위   | 상형    | 상형     | 트로이  | 트로이     | 타워   | 타워     | 상용   | 상용     | 런던   | 런던     | 미터법   | 상형      | 상형    | 트로이  | 트로이    | 타워   | 타워    | 트로이 | 타워      | g      | kg     |
| ------ | ------- | -------- | ------- | ---------- | ------ | -------- | ------ | -------- | ------ | -------- | -------- | --------- | ------- | ------- | --------- | ------ | ------- | ------ | --------- | ------ | ------ |
| 상형   | 1       | 1        | ⁠175/144⁠ | ≈1.21527   | ⁠35/27⁠  | ≈1.296   | ⁠28/27⁠  | ≈1.037   | ⁠35/36⁠  | ≈0.972   | ≈ 0.9072 | 16        | 16      | ⁠14+7/12⁠ | ≈14.583   | ⁠15+5/9⁠ | ≈15.5   | 7000   | 0⁠9955+5/9⁠ | ≈ 454  | ≈ ⁠5/11⁠ |
| 트로이 | ⁠144/175⁠ | ≈ 0.8229 | 1       | 1          | ⁠16/15⁠  | ≈1.06    | ⁠64/75⁠  | ≈0.853   | ⁠4/5⁠    | ≈ 0.8    | ≈ 0.7465 | ⁠13+29/175⁠ | ≈ 13.17 | 12      | 12        | ⁠12+4/5⁠ | = 12.8  | 5760   | 08192     | ≈ 373  | ≈ ⁠3/8⁠  |
| 타워   | ⁠27/35⁠   | ≈ 0.7714 | ⁠15/16⁠   | = 0.9375   | 1      | 1        | ⁠4/5⁠    | = 0.8    | ⁠3/4⁠    | = 0.75   | ≈ 0.6998 | ⁠12+12/35⁠  | ≈ 12.34 | ⁠11+1/4⁠  | = 11.25   | 12     | 12      | 5400   | 07680     | ≈ 350  | ≈ ⁠7/20⁠ |
| 상용   | ⁠27/28⁠   | ≈ 0.9643 | ⁠75/64⁠   | = 1.171875 | ⁠5/4⁠    | = 1.25   | 1      | 1        | ⁠15/16⁠  | = 0.9375 | ≈ 0.8748 | ⁠15+3/7⁠    | ≈ 15.43 | ⁠14+1/16⁠ | = 14.0625 | 15     | 15      | 6750   | 09600     | ≈ 437  | ≈ ⁠7/16⁠ |
| 런던   | ⁠36/35⁠   | ≈ 1.029  | ⁠5/4⁠     | = 1.25     | ⁠4/3⁠    | ≈ 1.3    | ⁠16/15⁠  | ≈ 1.06   | 1      | 1        | ≈ 0.9331 | ⁠16+16/35⁠  | ≈ 16.46 | 15      | 15        | 16     | 16      | 7200   | 10240     | ≈ 467  | ≈ ⁠7/15⁠ |
| 미터법 |         | ≈ 1.1023 |         | ≈ 1.3396   |        | ≈ 1.4289 |        | ≈ 1.1431 |        | ≈ 1.0717 | 1        |           | ≈ 17.64 |         | ≈ 16.08   |        | ≈ 17.15 | 7716   | 10974     | = 500  | = ⁠1/2⁠  |

## 같이 보기
- 근 (단위)
- 킬로그램